# Eleutherochir opercularis
Eleutherochir opercularis, tên thông thường là cá đàn lia mang nắp, là một loài cá biển thuộc chi Eleutherochir trong họ Cá đàn lia. Loài này được mô tả lần đầu tiên vào năm 1837.

## Phân bố
Ấn Độ Dương - Tây Thái Bình Dương: Sri Lanka, bờ biển phía đông Ấn Độ, quần đảo Andaman và Nicobar tới tây Malaysia (Penang) và Indonesia, về phía đông tới Philippines và quần đảo Lưu Cầu, Nhật Bản.